# 西关街道 (金华市)
西关街道是中国浙江省金华市婺城区下辖的一个街道，由金华经济技术开发区托管，辖区大致为双龙南街、婺江、环城西路、湖海塘间范围，面积6.2平方千米:67。
辖区曾属城南乡、江南街道和秋滨镇。1995年10月由原城南乡拆分出三江街道和西关街道，1996年1月1日正式成立，下辖1个村委会和4个村委会：其中董宅村、五里亭村、寺后皇村由原城南乡析入，婺星居委会由原江南街道析入，西关村由秋滨镇析入。2002年，辖区内村委会全部改制为社区居委会:66。

## 辖区
该街道辖有：
婺星社区、西关社区、五里亭社区、寺后皇社区、董宅社区、金艺社区和山咀头社区。